# 竹筒飯

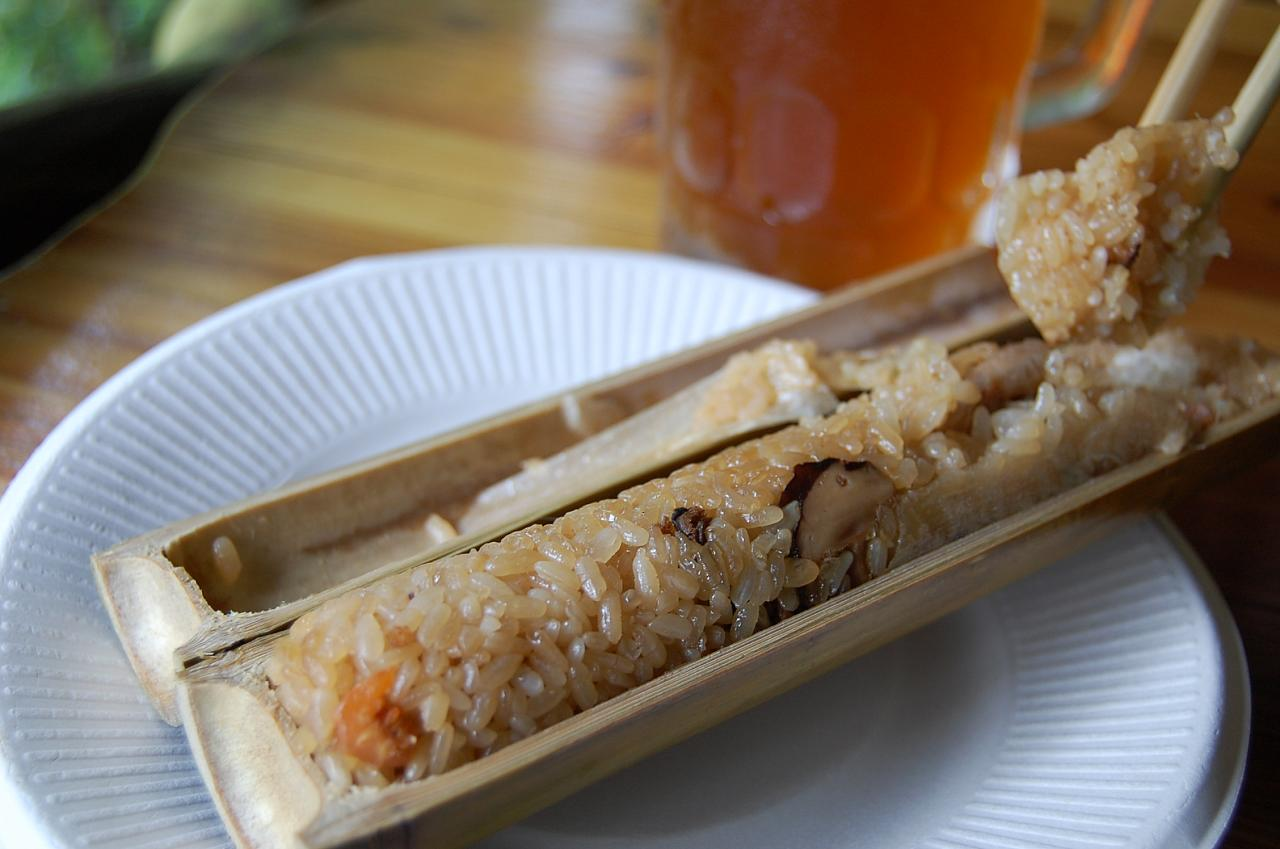
台湾の竹筒飯

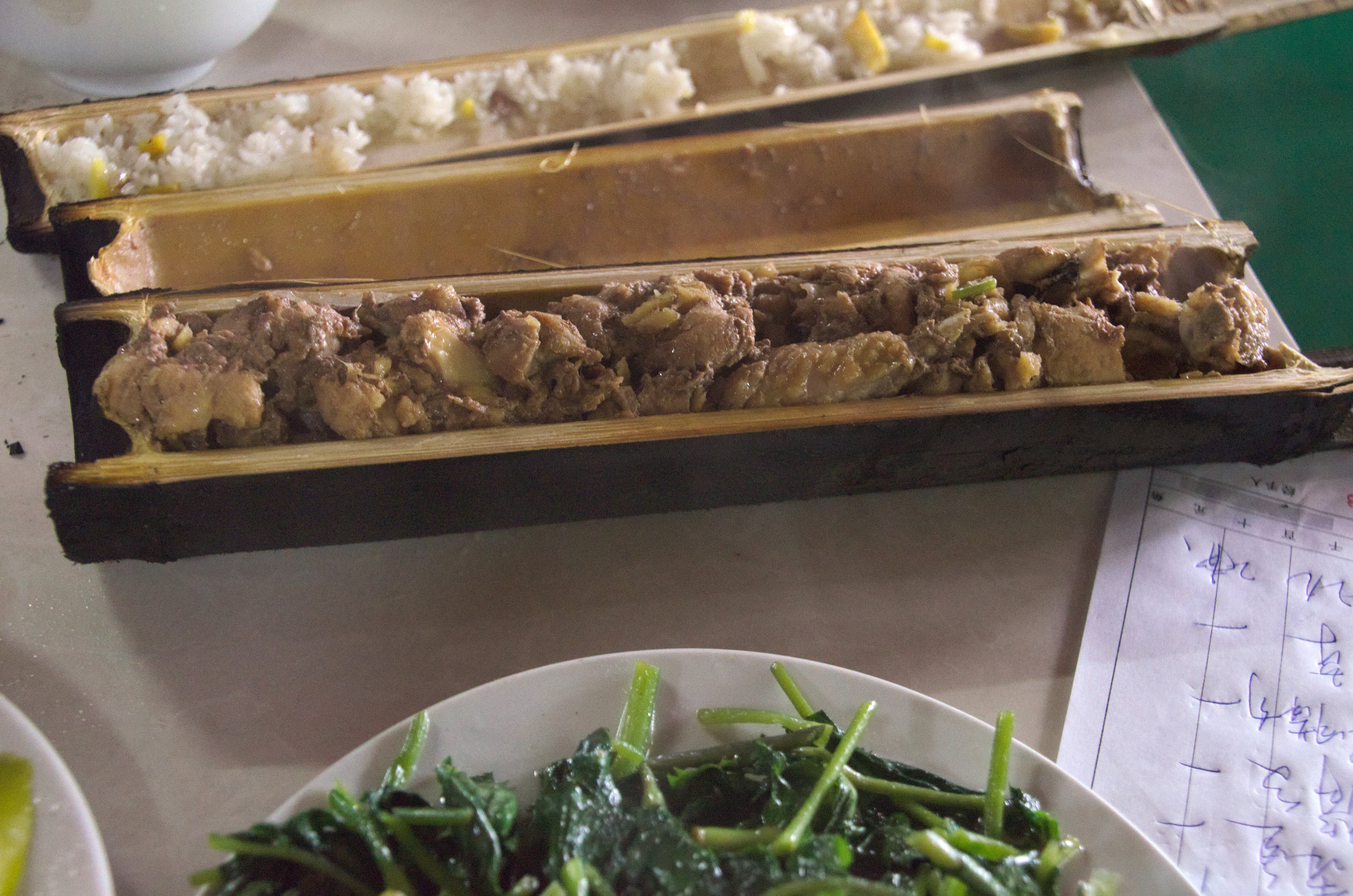
広西桂林市竜勝各族自治県平安猪肉竹筒飯

竹筒飯（たけづつめし、ちくとうはん、中国語: 竹筒饭、英語: Sticky rice in bamboo）とは、竹の中に、炊き込みご飯用に味付けした米をはじめとして様々な具を入れたあと、直火で炊いたものである。カレー等の場合には白米のみで炊き込む。切ったばかりの青竹は水分を多く含み直火でも焦げる程度であり鍋の代わりとなる。アジアでは、竹が簡単に調達できることから古くから使用されている。最近のアウトドアブームで、竹筒飯に挑戦する人も増えている。

## 名称
中国、台湾、日本では「竹筒飯」（簡体字: 竹筒饭）と呼ばれる。韓国では대통밥（竹筒ご飯）と呼ばれる。

## 作成方法

### 竹の切り方
大きく分けて下記の4種類がある。
両節あり・片側穴あけ
形状は竹筒水筒に似ているが節の穴開けでは、径が小さいと米や具を入れにくいため、直径約3 cm程度の穴を開ける必要がある。
栓には葉物野菜、サツマイモ、大根、人参等を使用する。穴の開いている方にアルミフォイルをかぶせる方法もある。
中国龍脊梯田では、炊く向きや角度を変える時、竹筒を持ちやすいように2節分の竹から切り取った持ち手部分を付けている。
両節あり・蓋閉じ（竹鍋型、大砲型大竹筒飯）
両方の節には穴をあけず、材料を入れるための蓋を鋸とノミ等で作成する。太い竹で使用される。単純にナタで2つに分ける方法もある。水平にして炊くことが出来る。蓋が持ちやすいように蓋に穴を開けて削った竹串等を打ち込む方法がある。
竹筒が転がらないようする注意、工夫する必要があるが、クリートブロック等で囲んだかまどに乗せる場合両側に切込みを入れると安定する。
片節　
片側が開いているため野菜やアルミフォイルで栓をしない場合、竹を斜めにして炊く必要がある。東南アジアの竹筒飯「レマン」で使用される。
竹を切るのが簡単で大きな具材も入れやすい為多く使用されている。
節の近くに切り込みを入れた後、ナタで2つに分け蓋をつける場合もある。
節無し
節が無いため、両側をアルミフォイル等で包み、主に蒸し料理として利用する。
竹をナタ等で2つに割れば具を見栄え良くお米の上に並べることが出来る。

### 材料
東南アジアではもち米が使用されるが、現地日本人の場合ジャポニカ米にもち米を混ぜる人もいる。
具は自由でありタケノコ、人参、シイタケ、エビ、栗、川魚（鮎）等好みによる。

## 各国における変種

### インドネシア
レマン（lemang）はインドネシア料理で、特にもち米、ココナッツミルク、塩から作られたミナンカバウの伝統的な料理である。米が竹にくっつくのを防ぐためにバナナの葉を棒に巻いて入れた後、中に材料を入れる。東南アジア、特にインドネシア、マレーシア、ブルネイ、シンガポールでよく見られる。沢山作る場合レマン竹（Buluh lemang）の長さは下部の台座節部分を含め80 cmのものが推奨されるが長すぎると上部が炊き上がらない。竹の太さは同じではなく、竹の太さ分けによりレマンの値段が異なる。

### カンボジア
カンボジアではクララン（クメール語: ក្រឡាន）と呼ばれる。もち米をココナッツミルクと豆と共に竹筒に入れて炊く食品で、旧正月やクメール正月に食べられる。クラチェ県のThma Krae村は、クラランに用いられるもち米の産地として知られる。

### ミャンマー（ビルマ）

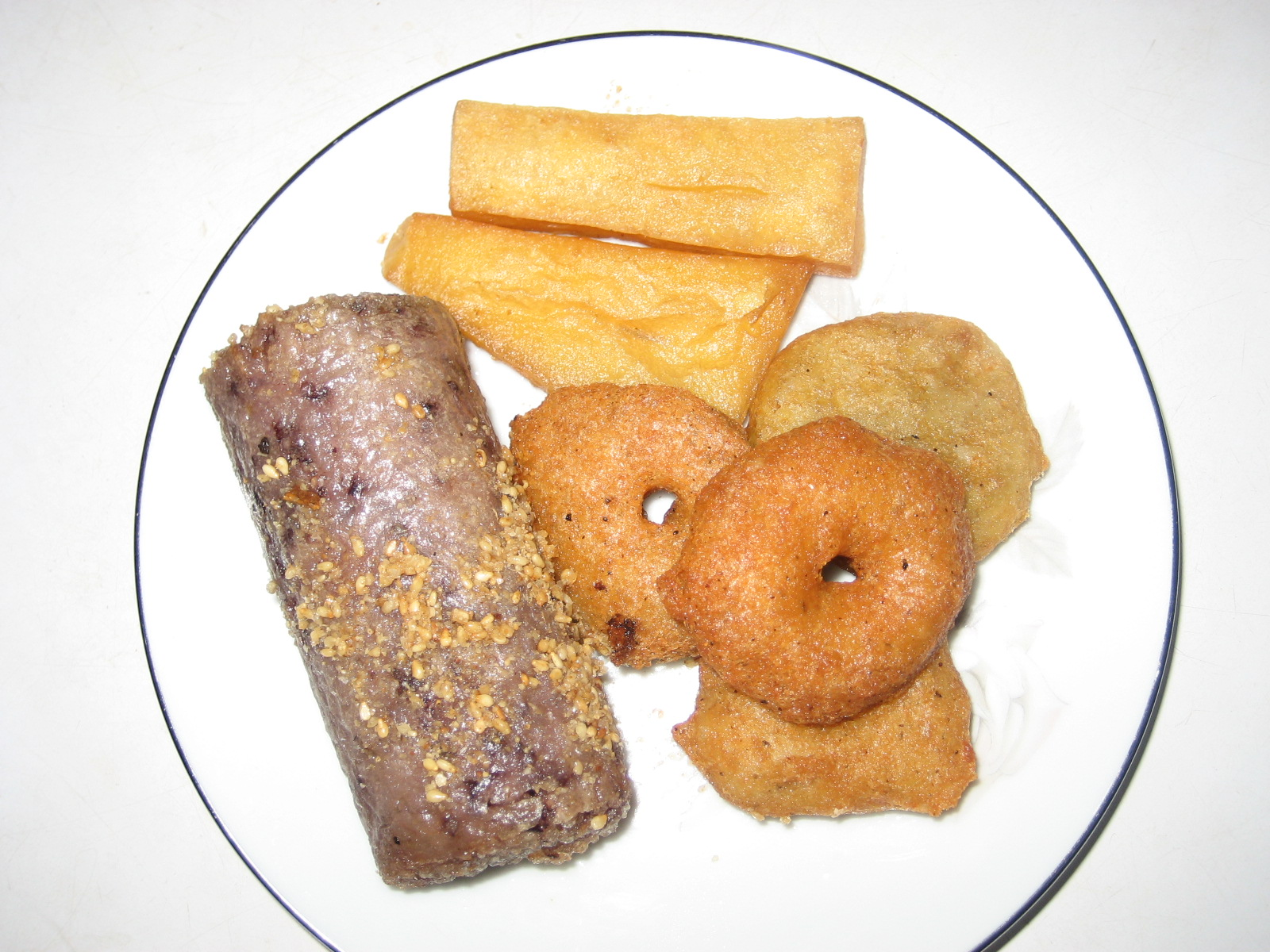
Paung dinとビルマ風フリッターはミャンマー（ビルマ）で一般的な朝食。

### タイ

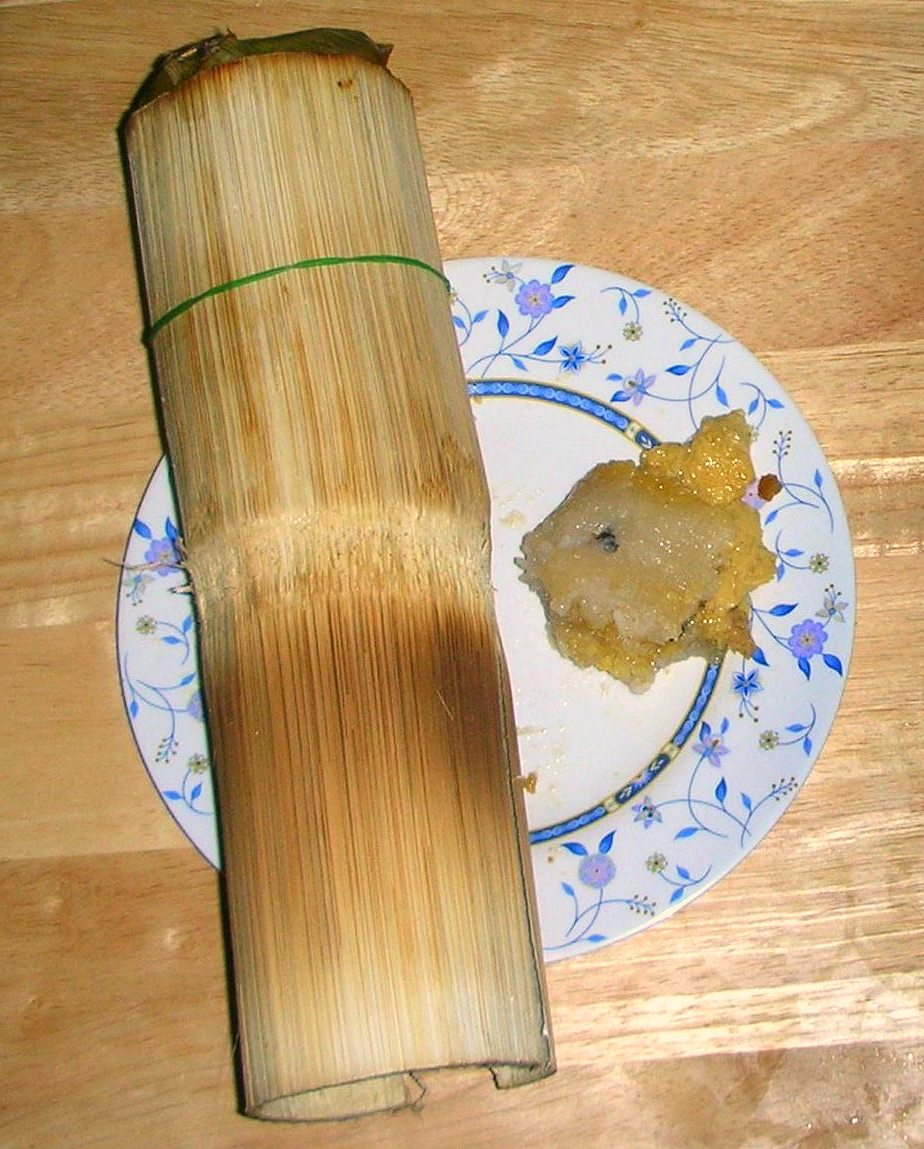
カオ・ラムとカヤジャム

### ベトナム
ベトナムでは、竹筒飯はコムラム（cơm lam）と呼ばれ、同国北西部の山岳地帯で見られる。その起源はタイ族などの山岳民族が長旅に備える際に、塩を加えた湿った米（cơm）を竹筒に押し込んで炊いたことによる。中部高原では、コムラムは屋台などで鶏肉と一緒に供される。

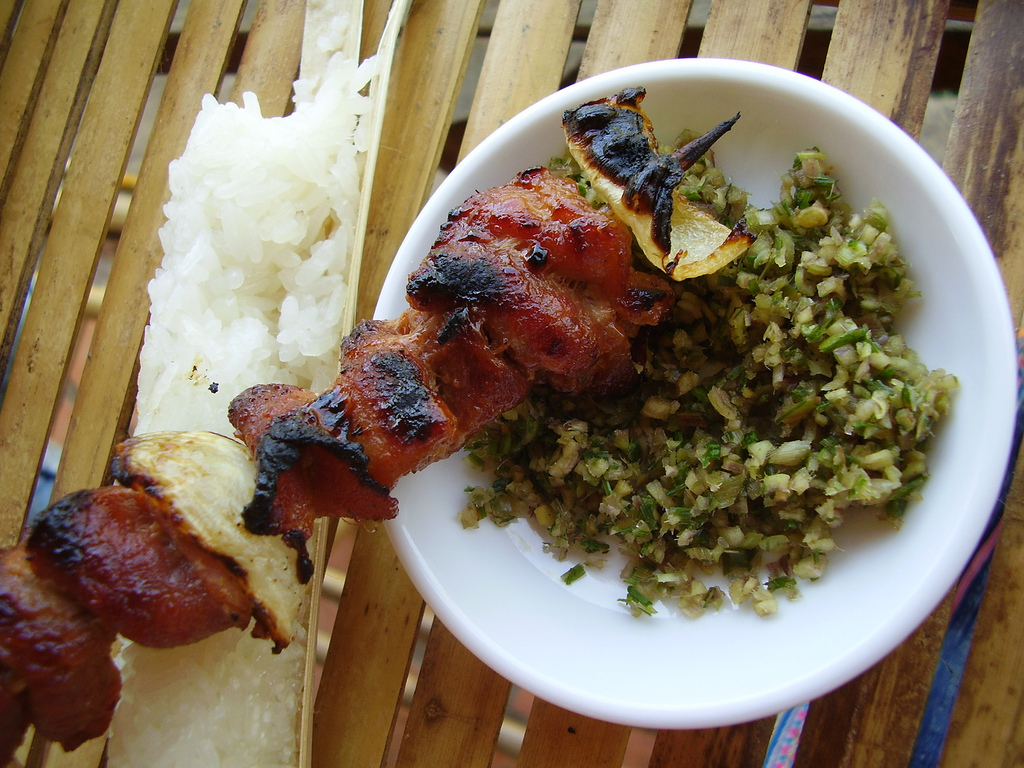
中部高原のコムラム
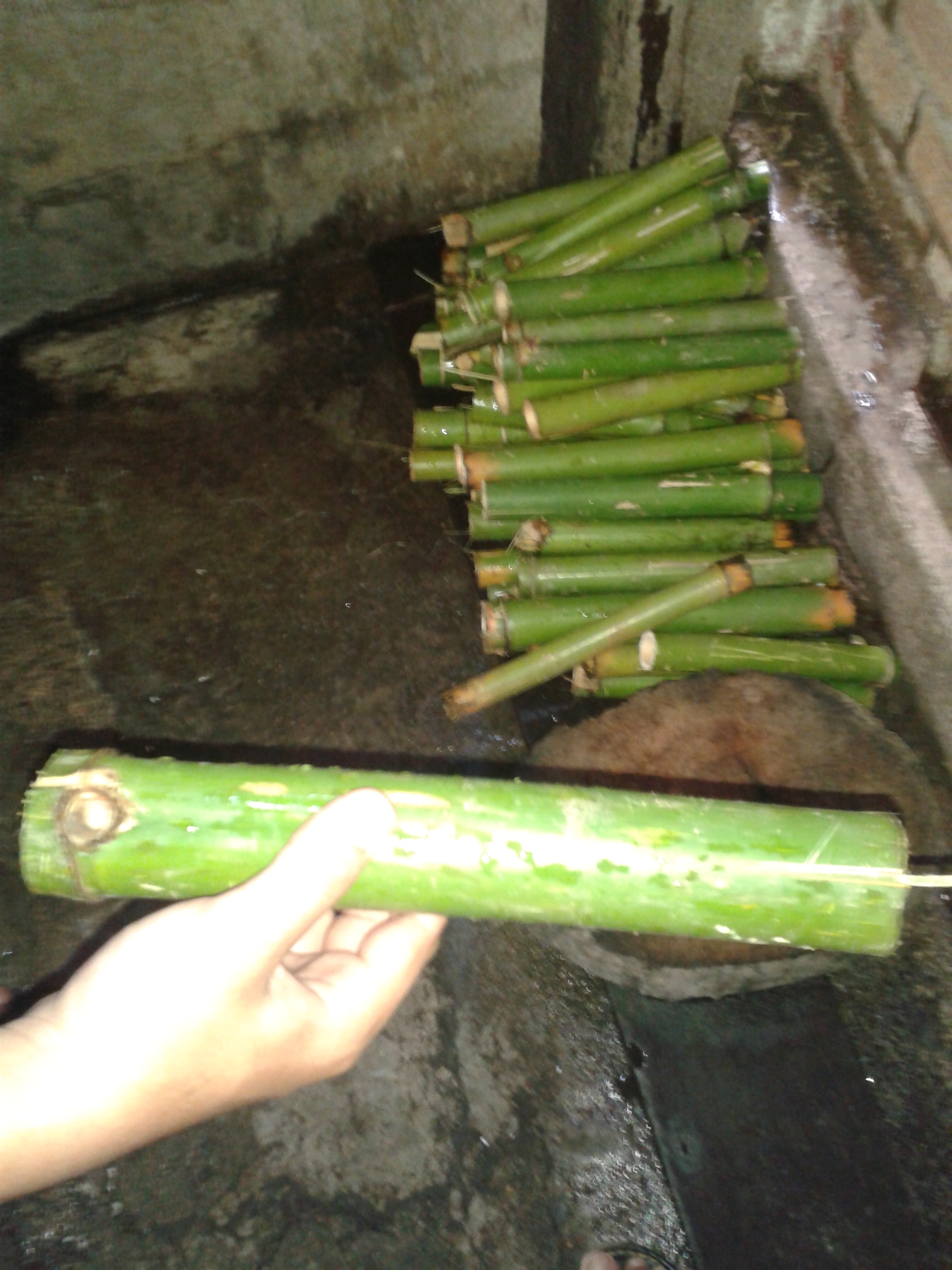
焼く前のコムラム

### 中国
龍脊竹筒飯（龙脊竹筒饭）：竹筒の中に材料を満タンではなく3/4程度入れ葉物野菜またはサツマイモで蓋をする。専用の炊き台は斜め、やや斜め、水平の3段階で炊くことが出来る。もち米の炊き込み以外にも、鶏肉を詰めた料理（竹筒鶏）がある。龍脊竹筒飯は日本人の味覚に合っており評判が良い。

### インド
竹筒ビリヤニ（bamboo Biryani）はインディカ米に鶏肉を使用するものと野菜を使用するものがある。

### 台湾

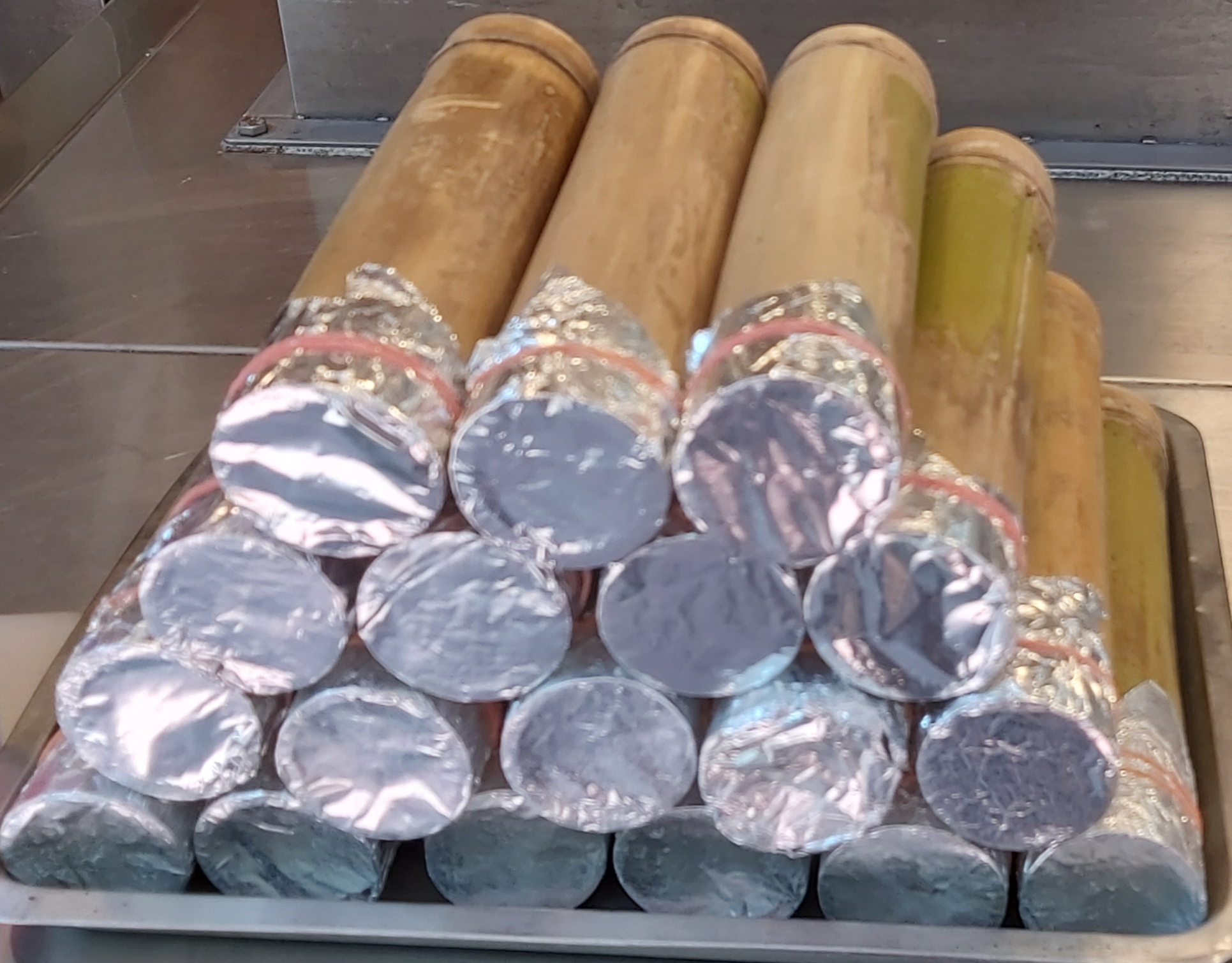
烏來の名物：竹筒飯

夜市の屋台（店主の出身郷土等）により使用する材料、調理法に違いがあり、味が異なる。
原住民料理の邵族竹筒飯、阿美竹筒飯として民族村等で販売もされている。泰雅香菇竹筒飯は温泉で有名な烏來で食べることが出来る。
大砲型大竹筒飯では、香菇雞湯、貢丸、肉羹、麻婆豆腐等4つの料理と2つのご飯（四格菜（湯）兩格飯）を1本の竹で一度に作る料理店もある。焦がさないよう火加減に注意する必要があり強すぎる場合には竹に水を噴霧して調整する。
筒仔米糕は蒸しあげたもので、蒸しあがった後、竹から出して上に肉や香菜（パクチー）等を乗せる。
花蓮懸清水山登山（2,408 m）で、民宿竹筒飯（もち米はカロリーが高い）は人気がある。

### 韓国
韓国南西部の潭陽（タミャン）郷土料理でインゲン、エンドウ豆、クルミ、キノコ等を入れた蒸しご飯である。
潭陽には竹林が多く有り「韓国竹博物館」がある。

### 日本
ボーイスカウトで野外料理（サバイバル料理）として白米の竹筒飯を体験した人もいる。
家族の場合、色々な料理を作るため、簡単に釜めし/炊き込みご飯の素を利用する案もある。